# Oligembia cristobalensis
Oligembia cristobalensis är en insektsart som beskrevs av Mariño och Márquez 1982. Oligembia cristobalensis ingår i släktet Oligembia och familjen Teratembiidae. Inga underarter finns listade i Catalogue of Life.